# Larry Flynt – Die nackte Wahrheit
Larry Flynt – Die nackte Wahrheit ist ein US-amerikanischer Film von 1996 des Regisseurs Miloš Forman über den Aufstieg und die Karriere des Hustler-Gründers und Verlegers Larry Flynt, dargestellt von Woody Harrelson. Besonderes Augenmerk ist seiner 1987 verstorbenen Frau Althea Flynt und seinen Gerichtsverhandlungen gewidmet.

## Handlung
Larry Flynt betreibt Anfang der 1970er Jahre mit seinem Bruder Jimmy den „Hustler Go Go Club“, ein Striplokal in Cincinnati, Ohio. Um die niedrigen Umsätze zu steigern, bringt Larry Flynt das Hustler-Magazine heraus. Da Anzeigenwerbung im Sinne reiner Fotowerbung für Striplokale verboten ist, garniert er die für seine Zeit sehr gewagten Aufnahmen mit Texten als schmückendes Beiwerk.
Althea Leasure beginnt mit 20 Jahren als Tänzerin im „Hustler Go Go Club“ zu arbeiten. Für sie und Larry Flynt ist es Liebe auf den ersten Blick, die sie vor den Traualtar führt, obwohl beide einander gestehen, keinesfalls monogam leben zu wollen.
Der Bankier Charles Keating avanciert zum öffentlichen Wortführer gegen den Sittenverfall und erreicht schließlich eine Anklage gegen Larry Flynt, die auf Pornografie und organisiertes Verbrechen lautet. Bei der Verhandlung, die 1977 vor dem Hamilton County Gericht in Cincinnati geführt wird, wird Flynt von dem 27-jährigen Anwalt Alan Isaacman vertreten. Dieser plädiert auf Freispruch, da kein Bezug zum organisierten Verbrechen nachgewiesen werden kann und das Bürgerrecht auf Freiheit auch die Freiheit zum Kauf oder Verzicht des Konsums des „Hustler-Magazines“ umfasse. Die Geschworenen sprechen den Angeklagten Flynt dennoch schuldig und das Gericht verurteilt ihn zu 25 Jahren Haft aufgrund des Verlegens pornografischer Schriften.
Fünf Monate nach dieser Gerichtsverhandlung wird das Urteil revidiert und Flynt aus dem Gefängnis entlassen. Als regimekritischer Verleger tritt er fortan in der Öffentlichkeit auf und rückt die Frage nach Obszönität ins öffentliche Interesse:

„Politiker und Demagogen behaupten gern, dass sexuell freizügiges Material die Jugend unseres Landes verdirbt. … Ich finde, die wahre Obszönität besteht darin, unsere Jugend in dem Glauben zu erziehen, dass Sex übel ist und hässlich und dreckig. Doch andererseits ist es heldenhaft, seine Gedärme und sein Blut auf die furchtbarste Weise im Namen der Menschlichkeit zu verlieren. … Was ist wirklich obszöner, Sex oder Krieg?“

Ruth Carter Stapleton, der Schwester des Präsidenten Jimmy Carter, gelingt es als Predigerin, Larry Flynt bei einem privaten Abendessen 1977 zum christlichen Glauben zu bekehren. Flynt lässt sich daraufhin taufen, und selbst das „Hustler-Magazine“ kann sich seinen christlichen Einflüssen nicht entziehen. Daraufhin bietet ihm der Bezirksstaatsanwalt des Staates Georgia eine Übereinkunft an. Flynt schlägt diese aus und zieht erneut vor Gericht, um sich die Legalität des Verlegens pornografischer Schriften zu erkämpfen.
Die Verhandlung findet 1978 im Gwinnett County Courthouse in Lawrenceville statt. Beim Verlassen des Gerichtsgebäudes werden Flynt sowie sein Anwalt Isaacman angeschossen. Während Isaacman sich von seinen Verletzungen erholt, sitzt Flynt fortan von der Taille an abwärts gelähmt im Rollstuhl. Noch im Krankenbett wendet er sich von seinem Glauben ab und erklärt der Predigerin Ruth Carter Stapleton: „Es gibt keinen Gott.“
Um die Schmerzen ertragen zu können, wird ihm Morphin verschrieben. Sowohl Larry Flynt als auch Althea werden drogenabhängig. Sie verlassen Cincinnati und ziehen nach Los Angeles.
Im März 1983 unterzieht sich Larry Flynt erneut einer Operation. Es wird eine Neurolyse, eine gezielte Nervenverödung per Laser, vorgenommen, die ihm seine Schmerzen nimmt, so dass er fortan nicht mehr auf das Morphium angewiesen ist und von den Drogen loskommt.
Weiterhin im Rollstuhl sitzend widmet er sich dem Kampf gegen den organisierten Drogenhandel. Im selben Jahr noch spielt er einem Journalisten eine Videoaufzeichnung zu, die ein Drogengeschäft mit dem US-amerikanischen Unternehmer John DeLorean zeigt, das das FBI eingefädelt hat. Vor Gericht ist Flynt jedoch nicht bereit auszusagen, woher er das Videomaterial bezogen hat. Nach diversen Ausfälligkeiten gegenüber dem Gericht verurteilt dieses Flynt zu einer 15-monatigen Haft in einem psychiatrischen Bundesgefängnis aufgrund Missachtung des Gerichtes.
Noch während Flynt diese Haftstrafe verbüßt, wird er von dem Radio- und Fernsehprediger Jerry Falwell wegen Verleumdung und absichtlich zugefügter seelischer Grausamkeit auf 45 Millionen US-Dollar Schadensersatz verklagt. Auslöser war eine Parodie auf die Campari-Anzeigenserie „Mein erstes Mal“, bei dem Flynt im Hustler-Magazine abdrucken ließ, der Reverend habe auf der Außentoilette Sex mit seiner Mutter gehabt. Flynt wird abermals von Alan Isaacman vertreten und geht mit einer Gegenklage in die Offensive. Falwell habe sich durch Vervielfältigung und Verbreitung der fraglichen Anzeige einer Urheberrechtsverletzung strafbar gemacht. Die Verhandlung findet 1984 im Bundesbezirksgericht in Roanoke in Virginia statt. Isaacman führt an, dass niemand die Parodie als ernsthaften Tatsachenbericht auffassen konnte. Dem Freispruch wirkt einzig sein Klient Flynt entgegen, der im Zeugenstand aussagt, er habe Falwell der Lächerlichkeit preisgeben wollen. Anstatt einen Freispruch zu erzielen, wird die zu zahlende Summe immerhin auf 100.000 US-Dollar reduziert.
Nachdem die an AIDS erkrankte und inzwischen stark geschwächte Althea 1987 in der Badewanne ertrunken ist und der Prediger Falwell öffentlich im Fernsehen gegen die „abartigen Lebensweisen“ wettert, die seiner Meinung nach ursächlich für die „Seuche AIDS“ verantwortlich sei, beschließt Flynt, gegen das Urteil des Gerichts von Roanoke vor dem obersten Bundesgericht in Washington, D.C. Einspruch zu erheben. Dabei geht es ihm weniger darum, die gegen ihn verhängte Geldbuße einzuklagen; wichtiger ist ihm, die Meinungsfreiheit durch das Bundesgericht bestätigen zu lassen. Der oberste Gerichtshof nimmt sich wider Erwarten bereits im selben Jahr des Falls an. Isaacman gelingt es, die Richter zu überzeugen, so dass sie entscheiden, die Meinungsfreiheit sei wichtiger als der Schutz Prominenter des öffentlichen Interesses vor Parodien und Persiflagen.

## Hintergrund
Der Film wurde in Memphis, Beverly Hills, Los Angeles, Oxford, Senatobia sowie am Mississippi River gedreht. Die Dreharbeiten begannen am 12. Februar 1996 und endeten am 27. April 1996. Die Produktion des Films begann bereits am 13. Dezember 1995 und endete im September 1996. Am 13. Oktober 1996 feierte der Film seine Weltpremiere beim New York Film Festival. Ab dem 25. Dezember 1996 war der Film in den US-amerikanischen Kinos zu sehen. In Deutschland lief der Film am 20. Februar 1997 an. Der Film wurde am 28. Juli 1998 von Sony Pictures Home Entertainment auf DVD mit FSK-12-Freigabe veröffentlicht. Das Budget des Films wird auf 36 Millionen US-Dollar geschätzt. Am Eröffnungswochenende spielte der Film in den US-amerikanischen Kinos gut 600.000 US-Dollar ein. Insgesamt beliefen sich die Einnahmen in den USA auf knapp 20,2 Millionen US-Dollar.
Ursprünglich waren Tom Hanks und Bill Murray für die Rolle des Larry Flynt im Gespräch, doch Murray beantwortete nach Darstellung von Regisseur Miloš Forman keinen seiner Anrufe. Flynt selber gab an, er würde gerne von Michael Douglas gespielt werden. Weiterhin wünschte er sich, dass Ashley Judd die Rolle der Stripperin Althea übernehmen solle. Zudem waren Patricia Arquette und Mira Sorvino im Gespräch für diese Rolle. Cameron Diaz bewarb sich für die Rolle, ebenso wie Kimberly Williams-Paisley, die jedoch ihre Bewerbung zurückzog, nachdem sie von den geplanten Nacktszenen erfuhr. Schließlich wurde die Rolle an Courtney Love vergeben, die selber als Stripperin tätig war, bevor sie als Schauspielerin entdeckt wurde. Sie wurde während der Dreharbeiten mehrfach verhaftet, weil sie ihre freizügigen Kostüme in der Öffentlichkeit trug. Die Versicherungsbeiträge von Courtney Love waren so hoch, dass das Produktionsstudio nicht bereit war, die Zahlungen zu übernehmen, weswegen Woody Harrelson, Regisseur Miloš Forman sowie die Produzenten Oliver Stone und Michael Hausmann diese übernahmen. Die Brüder Larry und Jimmy Flynt wurden von den Brüdern Woody und Brett Harrelson gespielt. Der echte Larry Flynt konnte ebenfalls für die Besetzung gewonnen werden und spielte den Richter Morrissey. Sein Bodyguard trat im Film als Flynts Bodyguard Doug auf. Blaine Nashold, einer von Flynts Ärzten, ist im Film in der Rolle des Dr. Bob zu sehen. Flynt stellte die goldene Halskette aus seinem Privatbesitz für die Dreharbeiten zur Verfügung, die Woody Harrelson in einer der Szenen im Gerichtssaal trägt. Edward Norton übernahm die Rolle des Anwalts Alan Isaacman, weil er mit Regisseur Miloš Forman zusammenarbeiten wollte. Nortons Schlussplädoyer in der Anwaltsrolle entspricht wörtlich dem tatsächlichen Schlussplädoyer in Flynts Prozess, wie Isaacman in einer Dokumentation zum Film anmerkte. Bei der Villa, die im Film als Kulisse diente, handelt es sich um den Wohnsitz, den Larry Flynt tatsächlich in den frühen 1980er Jahren bewohnte. Die beiden Drehbuchautoren Scott Alexander und Larry Karaszewski sind in Cameo-Auftritten im Filmvorspann zu sehen.
In der Figur des Juristen Alan Isaacman, verkörpert von Edward Norton, versammeln sich Charaktereigenschaften mehrerer Rechtsanwälte, etwa von Paul Cambria, der sich für den Publizisten Larry Flynt vor Gericht einsetzte und danach weitere Fälle mit dem Thema Pornografie als Rechtsbeistand bearbeitete. Im Jahre 1997 konnte Cambria ein Auftrittsverbot der Schockrockband Marilyn Manson auf dem Hard'n'Heavy-Festival Ozzfest im Giants Stadium in East Rutherford, New Jersey zugunsten der Rockgruppe abwenden.
Obwohl der Spielfilm das Leben von Larry Flynt abbildet und in den Kategorien Bester Hauptdarsteller und Beste Regie nominiert war, erhielt Flynt keine Einladung zur Oscarverleihung 1997. Daher nahm Woody Harrelson ihn als seine Begleitung zur Filmpreisverleihung mit.

## Deutsche Synchronfassung
| Darsteller         | Deutscher Sprecher    | Rolle                            |
| ------------------ | --------------------- | -------------------------------- |
| Woody Harrelson    | Michael Schernthaner  | Larry Flynt                      |
| Edward Norton      | Andreas Fröhlich      | Alan Isaacman                    |
| Courtney Love      | Sabine Jaeger         | Althea Leasure                   |
| Brett Harrelson    | Charles Rettinghaus   | Jimmy Flynt                      |
| Donna Hanover      | Marianne Groß         | Ruth Carter Stapleton            |
| Crispin Glover     | Uwe Büschken          | Arlo                             |
| David Dwyer        | Raimund Krone         | Bundesmarschall                  |
| James Cromwell     | Christian Rode        | Charles Keating                  |
| Vincent Schiavelli | Eberhard Prüter       | Chester                          |
| Blaine Nashold     | Werner Ehrlicher      | Dr. Bob                          |
| Nancy Lea Owen     | Christel Merian       | Mutter Flynt                     |
| Ken Kidd           | Tom Vogt              | Polizist                         |
| Richard Paul       | Hans-Werner Bussinger | Reverend Jerry Falwell           |
| D’Army Bailey      | Hans-Jürgen Wolf      | Richter Mantke                   |
| Larry Flynt        | Gerd Holtenau         | Richter Morrissey                |
| Rand Hopkins       | Lothar Hinze          | Richter Scalia                   |
| Charles M. Crump   | Karl Heinz Oppel      | Richter Stevens                  |
| James Carville     | Frank-Otto Schenk     | Simon Leis                       |
| Michelle Robinson  | Ulrike Lau            | TV-Reporterin                    |
| John P. Ryan       | Reinhard Scheunemann  | Vater Flynt                      |
|                    | Aurelio Malfa         | Anrufer mit Jackie Onassis-Fotos |

## Rezeption
Robert Cherkowski von Filmstarts ist der Meinung, Miloš Forman setze Larry Flynt mit dem Film „ein packendes Denkmal“. Bei der „angenehm trockenen und ambivalenten“ Darstellung, „die zwar Sympathie und Verständnis für den Protagonisten aufkommen lässt, sich jedoch immer eine gesunde Distanz zum Gezeigten bewahrt“, überzeugt das Ensemble, „ohne zu offensichtlich auf die Oscars zu schielen“. „So sticht besonders Kurt Cobains Witwe Courtney Love“ zunächst „als selbstbewusster junger Hüpfer oder später als heruntergekommener Junkie“ hervor und „überzeugt auf ganzer Linie“. Doch auch Woody Harrelson „mit fiesem Minipli und einem herrlich nöligem Südstaatenslang“ weiß als „kontrollsüchtiger Lüstling mit prahlerischen Tendenzen“ zu überzeugen. Neben diesen beiden Darstellern „verblasst der Rest des Casts ein wenig“, wobei Edward Norton, der in „zahlreichen Gerichtsszenen […] mit einigen großartigen Monologen auftrumpft“, und Crispin Glover „aus dem durchweg guten Aufgebot an Darstellern hervorzustechen“ wissen. Durch einen „bewusst unspektakulären Szenenaufbau und einen leicht »verstörenden«“ – „schnellen, aber nie hektischen“ – „Schnitt, der nicht auf die klassischen Hollywoodmomente abzielt“, gelingt es Forman einen „angenehm unsentimentalen und entschlackten Eindruck“ zu erzielen und „das übliche Pathos“ zu vermeiden. Cherkowski resümiert, dass es sich bei dem „breitgefächerten Sittenbild“, das „in zwei Stunden auf den Punkt“ kommt, um „ein Musterbeispiel für klassisches, ökonomisches Erzählen auf hohem Niveau“ handelt. Der Film sei somit ein „moderner Klassiker, der auch beim wiederholten Schauen immer wieder Spaß macht“, wofür Cherkowski viereinhalb von fünf möglichen Punkten vergab.
Die Redaktion von Blickpunkt:Film ist der Meinung, „Miloš Formans wilde, intelligente und kolossal unterhaltsame Satire über die endlosen Scharmützel des Pornopapstes Larry Flynt mit der amerikanischen Justiz ist ein Geniestreich.“ Weiterhin urteilt sie über Formans Werk, „in einer gewagten Mixtur aus Komödie, Politdrama und Love Story gelingt ihm gleichzeitig ein gelungener Abriß amerikanischer Geschichte und leidenschaftliches Plädoyer für Zivilcourage.“
„Der Film verquickt Dokumentation, Opernhaftigkeit und Ironie zu einem brillanten Porträt, das an einem Extremfall die elementare Bedeutung des Rechts auf freie Meinungsäußerung darstellen will“, resümiert die Redaktion von Filmdienst. „Dabei unterschlägt er jedoch wichtige Aspekte der beruflichen und privaten Existenz des Porno-Verlegers und bedient sich zum Teil fragwürdiger satirischer Mittel, sodass das Ergebnis der Wirklichkeit nicht gerecht wird.“
Die Redaktion der Cinema nannte den Film eine „skurrile Ode an die Meinungsfreiheit“. Ihr Fazit lautet: „Irre: Pornokönig rettet die Meinungsfreiheit!“

## Auszeichnungen
Der Film, seine Darsteller sowie Filmcrew wurden für diverse Filmpreise nominiert und mit verschiedenen Auszeichnungen versehen.
Für den Oscar wurden Woody Harrelson (Bester Hauptdarsteller) und Miloš Forman (Regie) 1997 nominiert. Den Golden Globe Award bekamen Miloš Forman (Regie) sowie Scott Alexander und Larry Karaszewski (Drehbuch). Woody Harrelson, Courtney Love und der Film als Bester Film – Drama wurden für den Golden Globe nominiert. Außerdem gewann Miloš Forman 1997 auf den 46. Internationalen Filmfestspielen von Berlin den Goldenen Bären als besten Film des Festivals.